# إبراهيم بصيلة
إبراهيم بن إبراهيم الجناجي الملقب ببصيلة (.. - 1352 هـ / .. - 1933م)، فقيه مالكي مصري ولد بجناج قضاء جرجا. انشغل بالتفسير والمنطق والنحو.

## نشأته
التحق بالأزهر الشريف وتلقى العلم على علمائه حتى تخرج ونال شهادة الإذن بالتدريس بالجامع الأزهر، وكان امتحانه لنيل تلك الشهادة في 16 جمادى الأولى 1303هـ الموافق 21 فبراير 1886م.

## مؤلفاته
من مؤلفاته:
1. الكنز الجليل: حاشية على تفسير النسفي (ست مجلدات).[2]
2. المطالب السنية في التوحيد
3. تقريرات على حاشية الصبان في المنطق بخطه
4. رسالة في مبادئ النحو
5. تقرير على حاشية للصاوي بخطه.[3]